# Stary Wiec
Stary Wiec [ˈstarɨ ˈvjɛt͡s] (deutsch Vitzen, Witzke, Alt-Fietz) ist ein Dorf in der Landgemeinde Liniewo im Powiat Kościerzyna in der Woiwodschaft Pommern im Norden Polens. Es liegt etwa 7 Kilometer östlich von Liniewo, 23 km östlich von Kościerzyna und 37 km südwestlich der Woiwodschaftshauptstadt Danzig.
Die Geschichte des Ritterguts Stary Wiec reicht bis ins 13. Jahrhundert zurück und ist untrennbar mit dem Adelsgeschlecht von Vi(e)tzen (Wi(e)tzke, Wi(e)tzki, Wi(e)cki, Wi(e)tcki, Wi(e)tecki) verbunden (der Name wurde im Laufe der Jahrhunderte unterschiedlich geschrieben), deren Stammvater und Gründer des Ritterguts der pommerische Ritter und Rat Heinrich von Vitzen (erw. 1245–1270) war.
Die Aufteilung des Ritterguts Vitzen (Witzke) in Stary Wietc (Alt-Fietz) und Nowy Wietc (Neu-Fietz) erfolgte im 15. Jahrhundert. Im Jahr 1648 wurde der Adlige Michael Witko Wietecki (Schreibweise Wietecki phonetisch gleich Witecki) als Eigentümer auf Stary Wietc erwähnt.